# Agesistrata
Agesistrata (in greco antico:  Ἀγησιστράτα?; Sparta, ... – Sparta, 241 a.C.) fu regina spartana, moglie di Eudamida II e sorella di Archidamo IV e dell'eforo Agesilao. Ebbe due figli, che furono entrambi re: Agide IV ed Archidamo V.

## Biografia
Agesistrata, figlia del re Eudamida I e di Archidamia, fu la moglie del re di Sparta Eudamida II, della dinastia Euripontide, che regnò dal 275 a.C. al 244 a.C. Archidamia era anche zia di Eudamida II, figlio di Archidamo IV, fratello della regina.
Quando, alla morte di Eudamida, suo figlio Agide IV ascese al trono, Agesistrata appoggiò la rivoluzionaria riforma del nuovo re, che prevedeva la cancellazione dei debiti e la redistribuzione delle terre. Plutarco testimonia che dapprima Agesistrata era riluttante, ma poi fu convinta dal fratello Agesilao, zio e tutore del re e futuro eforo, e mise a disposizione le ingenti ricchezze di proprietà sua e della madre Archidamia.
Quando la riforma di Agide fallì definitivamente nel 241 a.C., Agesistrata fu giustiziata assieme al figlio ed alla madre Archidamia per ordine degli efori e su pressione di Leonida II, l'altro re della dinastia Agiade.
Secondo il racconto di Plutarco, Agesistrata, dopo aver composto i cadaveri del figlio e della madre, porse il capo al carnefice dicendo:
(Plutarco, Vita di Agide, 20)